# Despise the Sun
Despise the Sun è il secondo EP del gruppo musicale statunitense Suffocation. Fu pubblicato nel 1998 dalla Vulture Records ed il 30 aprile 2002 Relapse Records, entrambe negli Stati Uniti. Nel 2006 fu distribuito in Italia in formato vinile di colore giallo.

## Tracce
1. Funeral Inception – 3:57 (Cerritto)
2. Devoid of Truth – 2:31 (Cerritto, Culross, Hobbs)
3. Despise the Sun – 3:20 (Cerrito, Hobbs)
4. Bloodchurn – 2:43 (Cerrito, Culross, Hobbs, Mullen)
5. Catatonia – 4:02 (Suffocation)

## Formazione
Cast artistico
- Frank Mullen - voce
- Doug Cerrito - chitarra
- Terrance Hobbs - chitarra
- Chris Richards - basso
- Dave Culross - batteria

Cast tecnico
- Scott Burns - produzione
- Josh Barohn - ingegneria del suono
- Brian Harding - ingegneria del suono (assistente)
- Scott Burns - ingegneria, missaggio, masterizzazione
- Steve Heritage - assistente missaggio e masterizzazione
- Robert Weigel - fotografia
- Doug Cerrito - design
- Travis Smith - design